# Isel
Isel er en flod i Østtyrol i Østrig. Isel udspringer ved Umbalkees i Umbaltal i 2.400 meters højde og gennemstrømmer herefter Virgental, hvor floden også har navnet Kleine Isel. Ved Matrei in Osttirol udmunder Tauernbach i Isel, hvorved Isel fra dette punkt også benævnes Große Isel. Isel flyder herefter gennem Iseltal, indtil den ved Lienz i en højde af 670 meter udmunder i Drau.
Isel har på sin samlede strækning et fald på 1.730 meter og har en samlet længde på 75,26 kilometer. På dens vej afvander Isel et areal på 1.200,86 km² og den tilføres vand fra 48 bifloder eller afløb.
46°49′44″N 12°46′33″Ø / 46.8289°N 12.7758°Ø